# カーメル・モートン
カーメル・モートン（Curmel Moton、2006年6月4日 - ）は、アメリカ合衆国のプロボクサー。ユタ州ソルトレイクシティ出身。

## 来歴
ユタ州ソルトレイクシティで生まれ育ち、2012年にボクシングを始めて直ぐに頭角を表しフロイド・メイウェザー・ジュニアの目に留まる。それからはラスベガスに居を構え、メイウェザーのジムでトレーニングを行っている。

### アマチュア時代
2018年7月、ユース＆ジュニア・ナショナルゴールデングローブの36kg級で優勝するなど全米アマチュア選手権で18度優勝し、156勝7敗と驚異的な戦績を残した。

### プロ時代
2023年9月30日、ネバダ州ラスベガスのT-モバイル・アリーナにてサウル・アルバレス 対 ジャーメル・チャーロ戦の前座でスーパーフェザー級4回戦を行い、初回1分48秒TKO勝ちを収めプロデビュー戦を白星で飾った。
2023年11月25日、ネバダ州ラスベガスのミケロブ・ウルトラ・アリーナにてフェザー級4回戦を行い、初回2分59秒KO勝ちを収めた。
2024年3月30日、ネバダ州ラスベガスのT-モバイル・アリーナにてライト級8回戦を行い、8回判定3-0（80-72 × 3）の判定勝ちを収めた。
2024年7月6日、カルフォルニア州アナハイムのホンダセンターにてホルヘ・マスヴィダル 対 ネイト・ディアスの前座で、前日計量で体重超過をしたニコライ・ブゾリンとライト級6回戦を行い、2回1分39秒KO勝ちを収めた。この試合でモートンは4万ドル（約630万円）、ブゾリンは8千ドル（約120万円）を稼いだが、ブゾリンは体重超過の罰金としてファイトマネーの20%を没収された。
2024年8月24日、メキシコシティのアレナ・シウダ・デ・メヒコにてフロイド・メイウェザー・ジュニア 対 ジョン・ゴッティ3世の前座で、ビクトル・バスケスとライト級6回戦を行い、1回55秒KO勝ちを収めた。
2024年10月12日、ペンシルベニア州フィラデルフィアの2300アリーナにて、ヒラリオ・マルティネス・モレノとスーパーライト級6回戦を行い、1回1分35秒TKO勝ちを収めた。
2024年11月30日、ニュージャージー州アトランティックシティのACX1スタジオにて、ブライアン・メルカドとライト級6回戦を行う予定だったが、モートンが前日計量にて規定体重の130lbsを15.8lbs（約7.2kg）体重超過をした為、試合がキャンセルされた。モートンは体重超過の理由について、「試合を見に来ていた人達に謝罪したい。血液検査の合格を委員会と何度も交渉してきたが、3日前から試合を認可されていなかった。なので体重を調整する事で自分を犠牲にする意味は無かった。それでも何らかの理由で計量させられたので、これが試合をキャンセルする理由だと判断した」と語った。
2024年12月31日、埼玉県さいたま市中央区のさいたまスーパーアリーナにて、アルバート・パガラとスーパーライト級8回戦のエキシビジョンマッチ行う予定だったが同大会に出場するライアン・ガルシアの練習中の怪我により延期が発表された。
2025年2月1日、ラスベガスのT-モバイル・アリーナにてデビッド・ベナビデス 対 デビッド・モレルの前座で、フランク・ザルディバーとライト級8回戦を行い、3回1分51秒TKO勝ちを収めた。
2025年5月31日、ラスベガスのミケロブ・ウルトラ・アリーナにて、レニー・マストラパとライト級8回戦を行い、8回判定3-0（80-72 × 3）の判定勝ちを収めた。

## 戦績
- アマチュアボクシング：163戦 156勝 7敗
- プロボクシング：8戦 8勝 (6KO) 無敗

| 戦           | 日付           | 勝敗 | 時間    | 内容    | 対戦相手                       | 国籍           | 備考           |
| ------------ | -------------- | ---- | ------- | ------- | ------------------------------ | -------------- | -------------- |
| 1            | 2023年9月30日  | ☆    | 1R 1:48 | TKO     | エゼキエル・フローレス         | メキシコ       | プロデビュー戦 |
| 2            | 2023年11月25日 | ☆    | 1R 2:59 | KO      | ハンター・タービーフィル       | アメリカ合衆国 |                |
| 3            | 2024年3月30日  | ☆    | 8R      | 判定3-0 | アンソニー・キューバ           | アメリカ合衆国 |                |
| 4            | 2024年7月6日   | ☆    | 2R 1:39 | KO      | ニコライ・ブゾリン             | ロシア         |                |
| 5            | 2024年8月24日  | ☆    | 1R 0:55 | KO      | ビクトル・バスケス             | プエルトリコ   |                |
| 6            | 2024年10月12日 | ☆    | 1R 1:35 | TKO     | ヒラリオ・マルティネス・モレノ | メキシコ       |                |
| 7            | 2025年2月1日   | ☆    | 3R 1:51 | TKO     | フランク・ザルディバー         | キューバ       |                |
| 8            | 2025年5月31日  | ☆    | 8R      | 判定3-0 | レニー・マストラパ             | キューバ       |                |
| テンプレート |                |      |         |         |                                |                |                |